# انتخابات سراسری ترکیه (۲۰۲۳)
انتخابات ریاست‌جمهوری و پارلمانی ترکیه در ۱۴ مه ۲۰۲۳ (۲۴ اردیبهشت ۱۴۰۲) برگزار شد، دور دوم انتخابات ریاست جمهوری ترکیه در ۲۸ مه ۲۰۲۳با حضور دو نامزد ریاست جمهوری که بیش‌ترین رای را کسب کردند بین رجب طیب اردوغان و قلیچدار اوغلو برای تعیین رئیس‌جمهور برگزار شد  مشارکت ۸۸٫۴۸ درصدی مردم ترکیه در این انتخابات بالاترین میزان مشارکت در تاریخ انتخابات ترکیه و همین‌طور بالاترین میزان مشارکت در انتخابات‌های برگزار شده در منطقه خاورمیانه می‌باشد.

## واکنش ایران به این انتخابات
- ناصر کنعانی سخنگوی وزارت امور خارجه ایران در واکنش به مشارکت بالای مردم ترکیه در این انتخابات گفت: «مشارکت بالای مردم ترکیه در انتخابات نشانه پیروزی مردم‌سالاری است.»[۶][۷]
- عبدالناصر همتی در صفحه توئیتر خود در جواب به حرف‌های ناصر کنعانی نوشت: «اگر مشارکت پائین بود نشانه چی می‌شد؟»[۸]
- عبدالله رمضان‌زاده در واکنش به مشارکت بالای مردم ترکیه در انتخابات نوشت: «ترکیه برنده انتخابات شد.»
- گروهی از کاربران فضای مجازی با جملاتی مثل: «مشارکت بالا دروغه»، «اصلاً عجیب نیست»، «رای‌گیری تو ترکیه اجباریه»، «اونا دولت روحانی نداشتن»، «اگه شرکت نکنن جریمه میشن»، «دارید از انتخابات ترکیه کره می‌گیرید» و… مشارکت بالای مردم ترکیه در این انتخابات را انکار کردند.[۹][۱۰]

## تاریخ برگزاری
اردوغان در واکنش به گزارش‌های غیررسمی دربارهٔ تعویق انتخابات سراسری در ترکیه به‌دلیل زلزله ترکیه، تصریح کرد: «انتخابات ریاست‌جمهوری و پارلمانی در ۱۴ مه (۲۴ اردیبهشت) برگزار می‌شود». این در حالی است که پیشتر تاریخ برگزاری انتخابات سراسری در ترکیه ۱۸ ژوئن (۲۸ خرداد) تعیین شده‌بود اما اردوغان حدود یک ماه و نیم قبل‌تر گفته بود حزب عدالت و توسعه مایل است این انتخابات زودتر برگزار شود.
در دور اول هیچ‌یک از نامزدها بیش از ۵۰ درصد آرا را کسب نکرد و دور دوم انتخابات با رقابت بین اردوغان و قلیچ‌داراوغلو در ۲۸ مه(۷ خرداد) برگزار شد.
در دور دوم رجب طیب اردوغان  با کسب ۵۲٫۱۸٪ بر کمال قلیچ‌داراوغلوه از حزب جمهوری خواه خلق تربرتی یافته و برای مدت 5 سال به ریاست جمهوری انتخاب شد.

## نامزدها
شش فرد نامزدی خود را برای انتخابات ریاست‌جمهوری اعلام کردند.
- رجب طیب اردوغان: رئیس‌جمهور ترکیه، طی سخنانی در نشست شورای استانی حزب عدالت و توسعه در شهر ازمیر اعلام کرد: در انتخابات ریاست‌جمهوری سال ۲۰۲۳، دوباره نامزد مقام ریاست‌جمهوری خواهد بود.[۱۱]
- کمال قلیچ‌داراوغلو: رهبر حزب جمهوری خلق.[۴][۱۲]
- جم اوزان: رهبر پیشین حزب جوان ترکیه.[۱۳]
- محرم اینجه: رهبر حزب مملکت.[۱۳]
- سنان اوغان: عضو پیشین مجلس.[۱۳]
- دوغو پرینچک: رهبر حزب وطن ترکیه.[۱۳]

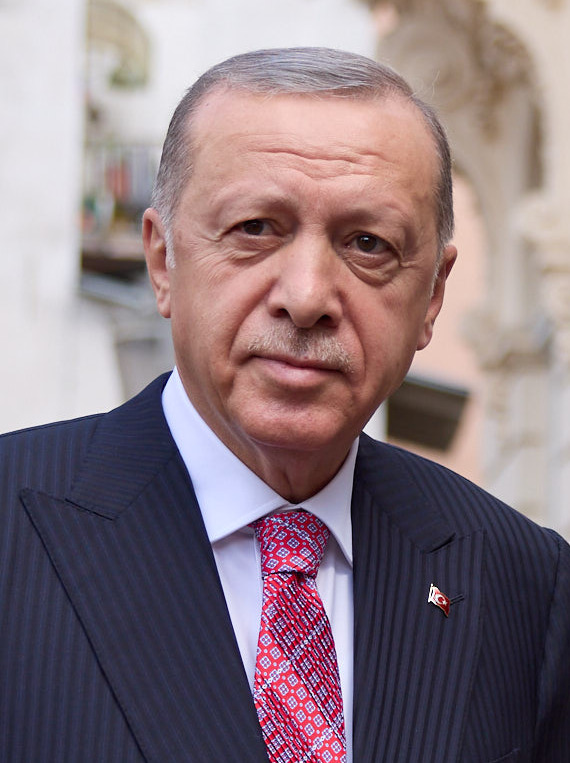
رجب طیب اردوغان (رئیس‌جمهوری کنونی ترکیه)
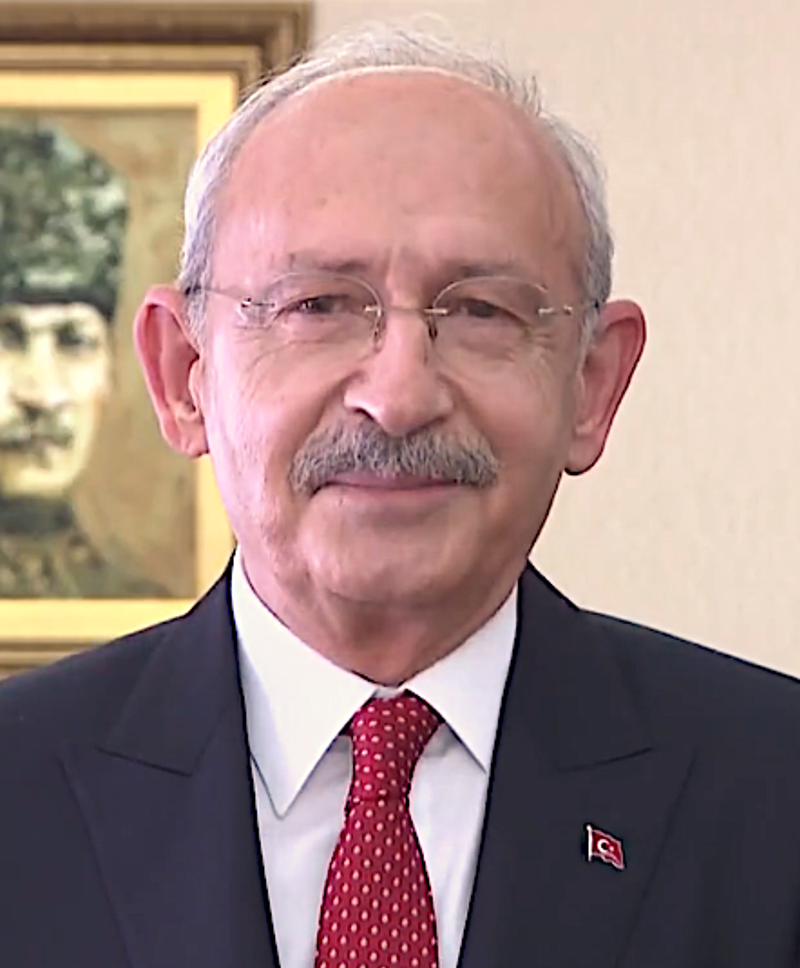
کمال قلیچ‌داراوغلو (رهبر حزب جمهوری خلق)
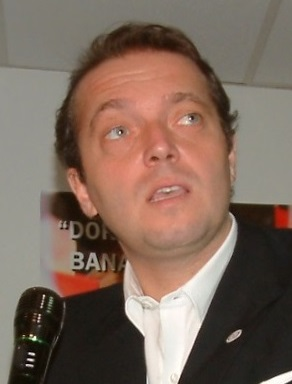
جم اوزان (رهبر پیشین حزب جوان ترکیه)
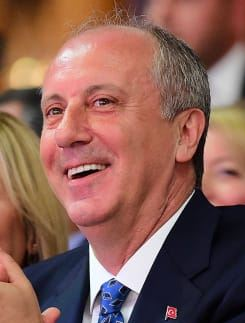
محرم اینجه (رهبر حزب مملکت)
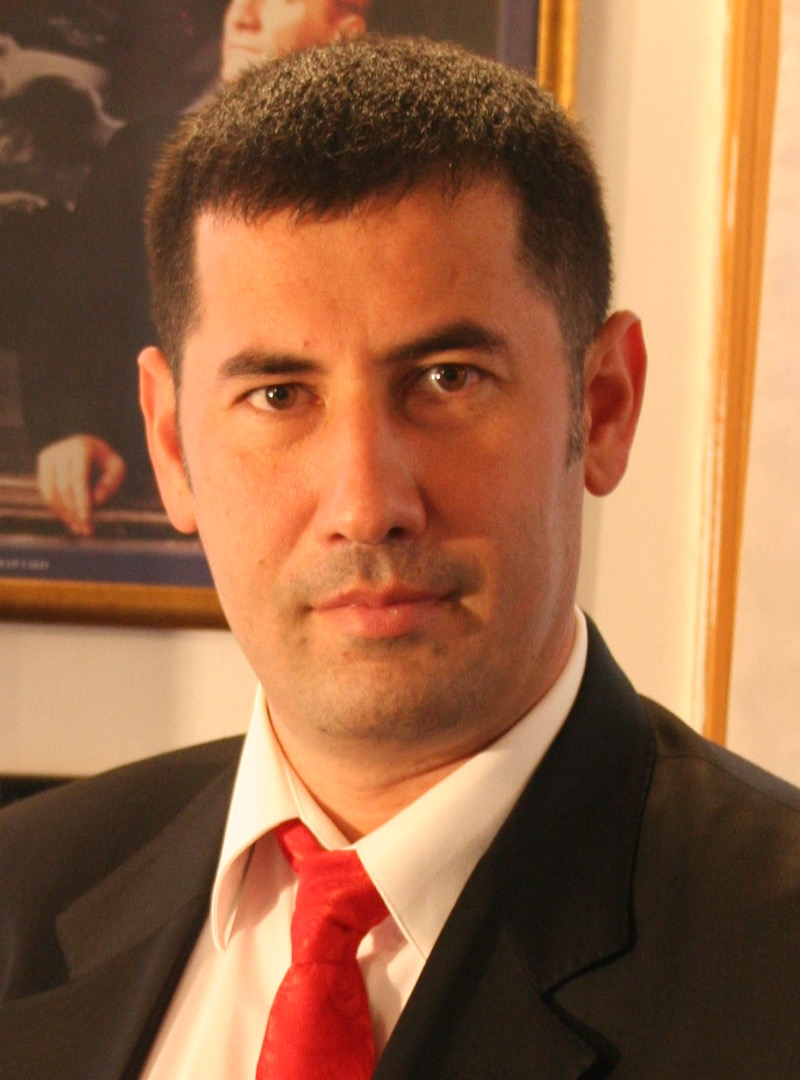
سنان اوغان:( عضو پیشین مجلس)
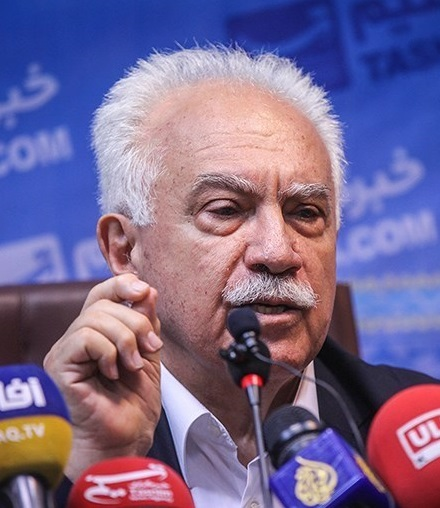
دوغو پرینچک (رهبر حزب وطن ترکیه)

### نامزدهای احتمالی
- منصور یاواش: شهردار آنکارا.[۴]
- اکرم امام‌اوغلو: شهردار استانبول.[۴][۱۴]

## نظرسنجی‌ها
- طبق نظرسنجی که توسط مؤسسه «آرِدا» در بازه زمانی بیست‌وسوم تا بیست‌وهفتم فوریه ۲۰۲۳ برگزار شده، حدود نیمی از واجدان شرایط رأی دادن در انتخابات سراسری، به رئیس‌جمهور کنونی (اردوغان) برای ریاست‌جمهوری ترکیه رأی خواهند داد.[۴]